# 瑙迪亚
瑙迪亚（Naudhia），是印度中央邦Sidhi县的一个城镇。总人口7143（2001年）。

## 人口
该地2001年总人口7143人，其中男性3823人，女性3320人；0—6岁人口1064人，其中男564人，女500人；识字率68.79%，其中男性为76.93%，女性为59.43%。